# OpenCola

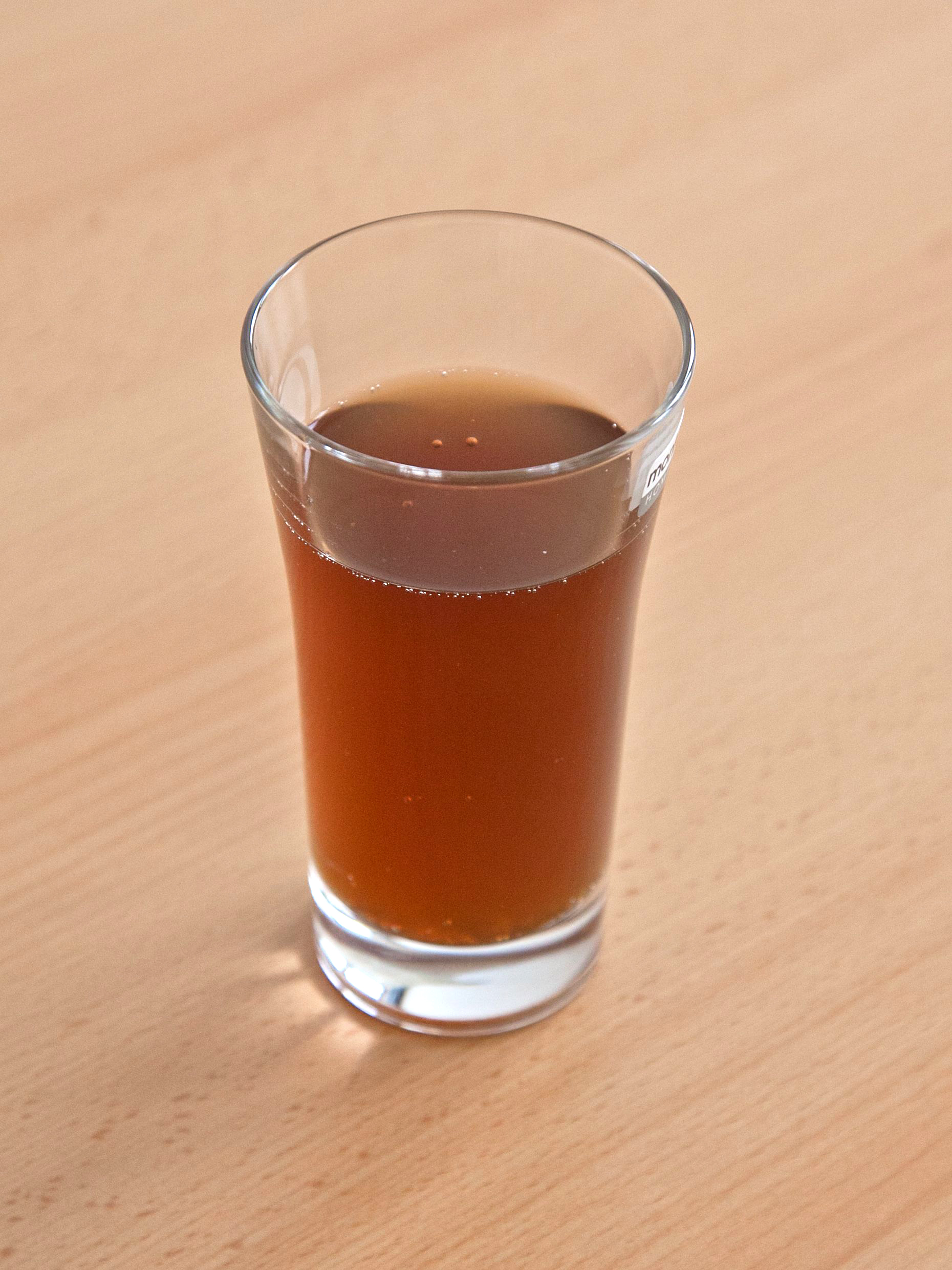
OpenCola

OpenCola é uma marca de refrigerante de cola de código aberto, cuja fórmula está disponível para uso e modificação livre e gratuitamente. Qualquer pessoa pode fabricar a bebida e modificar e melhorar a fórmula à sua maneira, desde que a mantenha sob a GNU General Public License. 
A companhia OpenCola foi fundada por Cory Doctorow, Grad Conn  e John Henson e era sediada em Toronto, Canadá. Originalmente a OpenCola foi criada como uma ferramenta de marketing para explicar o software livre/software de código aberto mas sua popularidade cresceu de tal forma que hoje conhece-se mais a bebida do que o software que se pretendia promover. Por ironia do destino, a empresa faliu mas a fórmula da bebida permaneceu e está disponível para todos na internet.

## Na Itália
Alguns membros do Movimento de Software Livre começaram a trabalhar no projeto da OpenCola Italiana, porém sem fins comerciais. A única característica que a OpenCola "oficial" e a italiana possuem em comum é o nome. A versão italiana é transparente e nunca chegou a ser vendida.